# Mercedes-Benz R129
R129 è la sigla di un'autovettura spider (più spesso definita come roadster) prodotta dalla casa automobilistica tedesca Mercedes-Benz dal Maggio 1989 al 2001 e facente parte del segmento di gamma denominata Classe SL.

## Storia e profilo
La SL R129 è il risultato di una lunga gestazione volta all'introduzione di una nuova roadster che rompesse con le linee ormai datate della precedente serie. Infatti, nella seconda metà degli anni ottanta la SL R107, lanciata nell'ormai lontano 1971, iniziava a sentire il peso degli anni, sia a livello stilistico che tecnico (benché la Casa di Stoccarda l'avesse aggiornata più volte). Occorreva pertanto un modello nuovo, non solo più moderno come linea e contenuti, ma addirittura che guardasse al futuro lanciando una nuova sfida alle concorrenti più accreditate. Si iniziò a lavorare sul prototipo fin dal 1984, finché, nel marzo 1989, venne svelata la nuova generazione di Roadster SL, considerata tutt'oggi da molti la migliore tra le serie di SL prodotte finora.

### Il debutto
Il modello definitivo venne presentato al Salone di Ginevra del 1989 e ben presto conquistò i favori del pubblico per essere una delle più efficaci combinazioni tra stile e tecnologia. Sotto la semplice ed elegante linea, disegnata da Bruno Sacco, si nascondeva una meccanica molto sofisticata, caratterizzata da un ampio uso di elettronica e da sistemi di sicurezza evoluti.

Tra le innovazioni introdotte dal nuovo modello vi erano il roll-bar ad azionamento automatico, che fuoriesce in una frazione di secondo in caso di ribaltamento, e la capote ad azionamento elettroidraulico, che scompare in un apposito vano posteriore. Sempre per quanto riguardava la sicurezza c'erano l'antipattinamento ASR (dotato di una gestione comune con l'impianto ABS) che agiva in prima battuta frenando leggermente la ruota pattinante ed in seconda battuta tagliando l'erogazione di potenza del motore.

#### Meccanica
La serie R129 della Classe SL nasceva sul pianale accorciato della berlina W124, il quale ha visto per l'occasione tutta una serie di aggiornamenti e novità. 
La meccanica era caratterizzata da un avantreno a doppi triangoli, ma soprattutto da un nuovo retrotreno con bracci multipli. Le sospensioni, poi, prevedevano anche dei nuovi ammortizzatori a controllo elettronico, optional nelle versioni di attacco e di serie in quelle di punta. Era inoltre presente uno sterzo con scatola a circolazione di sfere e servo comando ad assistenza variabile. La trazione era posteriore e, sulle versioni più potenti, veniva coadiuvata da un differenziale autobloccante. I freni erano a disco autoventilanti sulle quattro ruote.

La SL R129 mantiene anch'essa la classica impostazione meccanica con motore anteriore longitudinale e trazione posteriore. Il cambio era manuale a 5 marce con prima in basso nelle versioni di attacco della gamma, mentre era automatico a 4 rapporti sul resto della gamma e a richiesta era possibile avere anche un differenziale autobloccante a controllo elettronico.

Per quanto riguarda i motori, si poteva optare tra unità a 6, 8 o 12 cilindri. Durante la sua produzione, la R129 è stata proposta con un ampio ventaglio di motorizzazioni, dai 2.8 ai 6 litri, più alcune rare versioni speciali che arrivavano a 7.1 ed addirittura a 7.3 litri.

#### Estetica
Esteticamente, la R129 appare molto più moderna ed elegante rispetto alla R107 che sostituisce. Le linee sono più tese, il frontale riprende da vicino quello della grossa coupé della serie C126, ma più inclinato, più aggressivo ed ancor più gradevole allo sguardo. La linea di cintura è leggermente inclinata in avanti rispetto alla precedente roadster ed anche questo aspetto conferisce un marcato dinamismo al corpo vettura.

Nel complesso, sia a capote aperta, sia a capote chiusa, la R129 mantiene intatta la sua eleganza come poche altre roadster sanno fare. Anche nelle versioni con hard-top (opzionale a partire dal 1995) il mix tra eleganza e sportività rimane pressoché inalterato. Perfettamente riuscito è il mix stilistico tra modernità e stile retrò, quest'ultimo visibile ad esempio sui parafanghi anteriori, dove si trovano le piccole prese d'aria che ricordano quelle utilizzate negli anni cinquanta del XX secolo sulla 300SL "Ali di gabbiano".

Per quanto riguarda gli interni, sono da ricordare i sedili con struttura in magnesio, dotati tra l'altro anche di cinture di sicurezza con avvolgitore integrato nel corpo del sedile. Ovviamente la plancia ed il posto guida sono riccamente allestiti con materiali di pregio e finiture superlative.

### Evoluzione
La gamma dei motori includeva, al debutto, due motori a 6 cilindri in linea di 2962cm³, abbinati ad una trasmissione manuale a 5 rapporti, ed un V8 di 4973 cm³ abbinato ad cambio automatico a 5 rapporti (optional sulle altre versioni). Tutti i propulsori erano caratterizzati da un'ampia gestione elettronica. Alla base si poneva la 300 SL, spinta dalla versione a 12 valvole da 190cv, del 6 cilindri 3 litri, mentre al top c'era la 500 SL, col V8 32 valvole da 320cv. Al centro della gamma si poneva la 300 SL-24 da 231cv, con la versione plurivalvole del 6 cilindri 3 litri. Partendo da questa versione nel 1989 la AMG ha sviluppato la SL 3.4 AMG, dotata del motore M104 3.4L da 272cv (200Kw). Le modifiche oltre al motore, la trasmissione autobloccante e l'assetto permettevano a questo modello di raggiungere i 265 km/h non limitati elettronicamente.

Nel 1992 la gamma venne completata dalla 600 SL, equipaggiata con un V12 di 6 litri da 389cv e ancor più riccamente equipaggiata (interno in pelle, e sospensioni a gestione elettronica).

All'inizio del 1993 venne introdotta la SL 60 AMG, seconda versione della R129 preparata dalla AMG (dopo la SL 3.4 AMG) e l'unica di questa serie ad essere inserita ufficialmente nel listino Mercedes-Benz. In seguito, infatti vi sarebbero state altre tre versioni, che però non compariranno mai nel listino ufficiale della Casa tedesca, essendo modelli esclusivi venduti dalla rete Mercedes come modelli speciali.

Nel luglio del 1993 vi fu una mutazione nella denominazione dei modelli: la sigla SL venne preposta alla sigla numerica che identificava la cilindrata. Così, per esempio, la 300 SL divenne SL 300. Nello stesso periodo, la 300 SL-24 venne sostituita dalla SL 320, equipaggiata da un 3.2 litri di potenza identica a quella del 3 litri bialbero utilizzato in precedenza. Dal punto di vista tecnico, tutti i motori, precedentemente ad iniezione meccanico-elettronica, divennero ad iniezione elettronica.

Considerati gli ottimi risultati di vendite, la R129 non subì variazioni fino al settembre del 1995, quando un moderato restyling diede origine alla seconda serie.

#### Primo restyling
Un modesto restyling estetico esterno (paraurti, fascioni e mascherina anteriore ridisegnati, frecce anteriori bianche) e agli interni (plancia, rivestimenti e strumentazione completamente digitale) accompagnò, nel 1995, il debutto di una nuova serie di motori a 6 cilindri in linea (tutti a 4 valvole per cilindro). Vennero adottati anche nuovi cerchi in lega di diverso disegno e furono ridisegnate le prese d'aria sui parafanghi anteriori, mentre un nuovo impianto stereo Bose divenne di serie su tutta la gamma. La nuova gamma, presentata al Salone di Francoforte, prevedeva come versione di base la nuova SL280 (2799 cm³, 193cv), mentre immediatamente sopra di essa si posizionava la SL320 (3199 cm³, 228cv). Salendo, si incontra la SL 500, mossa dal già noto V8 da 5 litri, aggiornato per ottimizzare consumi ed emissioni inquinanti. Al top assoluto della gamma rimaneva la SL 600. Per quanto riguarda la copertura del tetto, con il restyling divenne disponibile a richiesta un tetto rigido che la trasformava in una coupé.

Fino al 1998 vi furono quindi solo alcune migliorie di dettaglio, tra cui un nuovo cambio automatico sull'intera gamma e le sospensioni autolivellanti di serie per la SL500.

#### Secondo restyling
Nell'aprile del 1998, al Salone di Torino viene presentata la nuova gamma R129, che ha beneficiato per l'occasione di un nuovo restyling, visibile nei nuovi cerchi in lega, nel terminale di scarico di forma ovale, nei nuovi specchietti retrovisori esterni e soprattutto nei nuovi motori V6 e V8 a tre valvole per cilindro. La gamma parte così nuovamente dalla SL 280 e dalla SL 320, di uguale cilindrata, ma con motori a V anziché in linea. Più in alto, la nuova SL 500 con il nuovo V8 M113 da 306 CV ed ancora al top la SL 600, se si escludono le versioni preparate dalla AMG di Affalterbach.

Con queste caratteristiche, la serie R129 si avvia al termine della sua carriera, avvenuta nel 2001. Il suo posto verrà preso dalla nuova serie, siglata R230.

### Versioni AMG

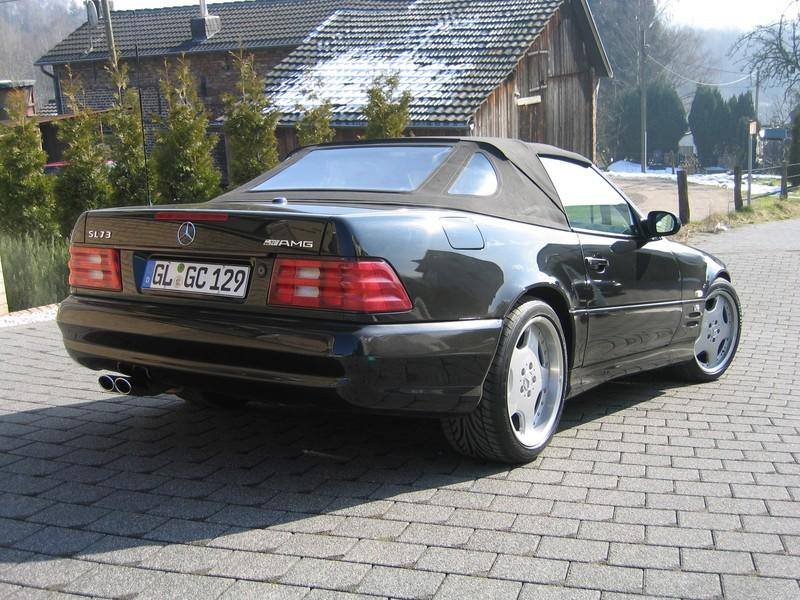
Vista posteriore di una SL73 AMG

Durante la produzione dal 1989 al 2001 la SL è stata proposta con elaborazioni ed allestimenti AMG. La AMG era un preparatore specializzato nei modelli Mercedes, che proprio in questo periodo stringe un contratto di collaborazione diretta con Mercedes, diventando quindi anche il brand ufficiale per le versioni più sportive. Le versioni AMG basate sulla serie R129 furono 5 in totale. Solo due versioni furono allestite come elaborazioni delle versioni 300 e 500 di normale produzione nel periodo 1989-1993. La SL 3.4 AMG con motore 6 cilindri 3.4 litri 272 cv derivato dalla 300 SL 24V e la SL 6.0 AMG  con motore V8 da 6 litri 381cv derivata dalla 500 SL. In questo periodo solo pochissimi esemplari vennero realizzati.
Dal 1993 al 2001 Vennero prodotte quattro versioni la SL 55 AMG, la SL 60 AMG, la SL 70 AMG e la SL 73 AMG.
La SL 60 dotata del motore V8 6.000cc. di cilindrata maggiorata erogava una potenza massima di 381 CV, spingendo la vettura ad una velocità massima autolimitata di 250 km/h, scattando da 0 a 100 km/h in soli 5"8. Introdotta nel 1993, la SL 60 AMG venne prodotta fino al 1998 in 633 esemplari.

Dopo la SL 60, in ordine cronologico, arrivò la SL 70, che montava un motore V12 da 7.1 litri (7055 cm³, per la precisione) della potenza massima di 496 CV. Questa vettura è addirittura molto più rara della già non comune SL 60 AMG. Tra il 1997 ed il 2000 ne furono prodotte 150 unità.

Dal 1999 vennero introdotte due versioni la SL 55, spinta da un V8 M113 da 5.5 litri che erogava fino a 354 CV. Il secondo modello fu la SL 73, mossa da un'evoluzione del V12 montato sulla SL70. Questo nuovo motore raggiungeva la ragguardevole cilindrata di 7291 cm³ ed erogava fino a 525 CV. I motori V12 vennero installati anche sulla Zonda in virtù della collaborazione motoristica tra AMG e la modenese Pagani. La SL 55 e la SL 73 vennero prodotte entrambe tra il 1999 ed il 2001 rispettivamente in 65 e 42 esemplari.

## Versioni e caratteristiche
Di seguito vengono riportati i dati tecnici relativi a tutte le versioni della SL R129, sia quelle ufficialmente inserite nel listino Mercedes-Benz sia le versioni AMG non ufficiali.
| Modello                   | Sigla telaio | Motore            | Cilindrata cm³ | Potenza CV/rpm | Coppia Nm/rpm  | Cambio/ N°rapporti            | Massa a vuoto (kg) | Velocità max | Acceler. 0–100 km/h | Consumo (l/100 km) | Anni di produzione | Esemplari prodotti |
| 280 SL (SL 280 dal 07/93) | 129.058      | M104E28 (104.943) | 2799           | 193/5500       | 273/3750       | M/5 (di serie) A/5 (optional) | 1.760              | 230          | 10"2                | 11.1               | 04/93-07/93        | 10.319             |
| 280 SL (SL 280 dal 07/93) | 129.058      | M104E28 (104.943) | 2799           | 193/5500       | 273/3750       | M/5 (di serie) A/5 (optional) | 1.830              | 230          | 10"2                | 11.1               | 07/93-06/98        | 10.319             |
| 280 SL (SL 280 dal 07/93) | 129.059      | M112E28 (112.925) | 2799           | 204/5700       | 270/ 3000-5000 | M/5 (di serie) A/5 (optional) | 1.830              | 232          | 9"5                 | 12.1               | 06/98-06/01        | 1.704              |
| 300 SL                    | 129.060      | M103E30 (103.984) | 2960           | 190/5700       | 260/4500       | M/5 (di serie) A/5 (optional) | 1.650              | 228          | 9"3                 | 12                 | 03/89-08/91        | 12.020             |
| 300 SL                    | 129.060      | M103E30 (103.984) | 2960           | 190/5700       | 260/4500       | M/5 (di serie) A/5 (optional) | 1.700              | 228          | 9"3                 | 12                 | 09/91-07/93        | 12.020             |
| 300 SL-24                 | 129.061      | M104E30 (104.981) | 2960           | 231/6300       | 272/4600       | M/5 (di serie) A/5 (optional) | 1.690              | 240          | 8"4                 | 12.3               | 03/89-06/93        | 26.984             |
| 320 SL (SL 320 dal 07/93) | 129.063      | M104E32 (104.991) | 3199           | 231/5600       | 315/3750       | A/5                           | 1.780              | 240          | 8"4                 | 11.3               | 06/93-08/95        | 32.223             |
| 320 SL (SL 320 dal 07/93) | 129.063      | M104E32 (104.991) | 3199           | 231/5600       | 315/3750       | A/5                           | 1.850              | 240          | 8"4                 | 11.3               | 09/95-06/98        | 32.223             |
| 320 SL (SL 320 dal 07/93) | 129.064      | M112E32 (112.943) | 3199           | 224/5600       | 315/ 3000-4800 | A/5                           | 1.850              | 238          | 8"4                 | 12.2               | 06/98-07/01        | 7.070              |
| 500 SL (SL500 dal 07/93)  | 129.066      | M119E50 (119.960) | 4973           | 326/5500       | 450/4000       | A/4                           | 1.770              | 250          | 6"2                 | 13.2               | 03/89-08/92        | 9.483              |
| 500 SL (SL500 dal 07/93)  | 129.067      | M119E50 (119.972) | 4973           | 320/5600       | 470/3900       | A/4                           | 1.800              | 250          | 6"2                 | 13.2               | 09/92-06/93        | 9.483              |
| 500 SL (SL500 dal 07/93)  | 129.067      | M119E50 (119.972) | 4973           | 320/5600       | 470/3900       | A/4                           | 1.910              | 250          | 6"2                 | 12.4               | 07/93-08/95        | 93.350             |
| 500 SL (SL500 dal 07/93)  | 129.067      | M119E50 (119.982) | 4973           | 320/5600       | 470/3900       | A/5                           | 1.910              | 250          | 6"5                 | 15.4               | 09/95-06/98        | 93.350             |
| 500 SL (SL500 dal 07/93)  | 129.068      | M113E50 (113.961) | 4966           | 306/5600       | 460/ 2700-4250 | A/5                           | 1.890              | 250          | 6"5                 | 13.4               | 06/98-07/01        | 93.350             |
| 600 SL (SL600 dal 07/93)  | 129.076      | M120E60 (120.981) | 5987           | 394/5200       | 570/3800       | A/4                           | 1.980              | 250          | 6"1                 | 15.5               | 07/92-08/95        | 10.897             |
| 600 SL (SL600 dal 07/93)  | 129.076      | M120E60 (120.983) | 5987           | 394/5200       | 570/3800       | A/5                           | 2.050              | 250          | 6"1                 | 13.5               | 09/95-05/01        | 10.897             |
| SL 60 AMG                 | 129.067      | M119E60           | 5956           | 381/5500       | 580/3750       | A/4                           | 1.800              | 250          | 5"6                 | 15.7               | 09/93-12/95        | 633                |
| SL 60 AMG                 | 129.067      | M119E60           | 5956           | 381/5500       | 580/3750       | A/5                           | 1.930              | 250          | 5"8                 | 17.8               | 03/96-05/98        | 633                |
| SL 55 AMG                 | 129.068      | M113E55           | 5439           | 354/5500       | 530/3000       | A/5                           | 1.890              | 250          | 5"9                 | 13.7               | 05/99-07/01        | 65                 |
| SL 70 AMG                 | 129.076      | M120E70           | 7055           | 496            | 720            | A/5                           | -                  | 250          | -                   | -                  | 05/99-07/01        | 150                |
| SL 73 AMG                 | 129.076      | M297E73           | 7291           | 525/5500       | 750/4000       | A/5                           | 2.050              | 250          | 4"8                 | 18.3               | 04/99-05/01        | 42                 |

Solitamente, in molte fonti, la produzione della SL 500 viene quantificata in 94.048 esemplari perché in tale cifra vengono compresi anche i dati di produzione dei modelli SL 55 AMG ed SL 60 AMG. Per lo stesso motivo, capita spesso di trovare la produzione della SL 600 quantificata in 11.039 esemplari perché comprende la produzione dei modelli SL 70 AMG e SL 73 AMG.